# Anna Krzywicka
Anna Krzywicka (ur. 15 grudnia 1905, zm. 7 kwietnia 1980) – Polka, rolniczka, Sprawiedliwa wśród Narodów Świata.

## Życiorys
Podczas drugiej wojny światowej Anna Krzywicka oraz jej mąż Stanisław ukrywali w swoim gospodarstwie w Dulkowszczyznie trzyosobową rodzinę Trachtenbergów, pochodzących z Grodna właścicieli magazynu maszyn rolniczych. Ukrywani Żydzi zbiegli z grodzieńskiego getta przed jedną z ostatnich akcji likwidacyjnych. W marcu 1943 r. dotarli do wsi Dulkowszczyzna, gdzie zwrócili się po pomoc do znajomej im sprzed wojny rodziny Krzywickich. Anna i Stanisław z pomocą dzieci: córek Henryki i Janiny oraz syna Józefa przygotowali dla nich kryjówkę w oborze. W gospodarstwie Krzywickich Niemcy dwukrotnie przeprowadzali rewizje, jednak nie znaleźli Żydów. Ukrywanie Meira Trachtenberga, nieznanej z imienia jego żony oraz ich syna, Leona, trwało ponad rok. W czerwcu 1944 r., po wyzwoleniu regionu przez Armię Czerwoną, trójka wyjechała do Białegostoku, a następnie wyemigrowała do Stanów Zjednoczonych. W 1944 r. Krzywicka straciła kontakt z uratowanymi osobami. W latach 50. Trachtenbergowie zaczęli pisać listy do swoich wybawców.
15 grudnia 2009 r. Anna Krzywicka oraz jej małżonek Stanisław Krzywicki zostali odznaczeni medalami Sprawiedliwych wśród Narodów Świata.